# Aero Commander 685
Das Aero Commander 685 oder Rockwell 685 Commander war das stärkste zweimotorige Kolbenflugzeug der Commander Serie, ausgestattet mit den stärksten Getriebe-Kolbenmotoren von Continental Engines, dem GTSIO 520-K mit je 435 HP. Von diesem Typ wurden ab 1972 jedoch nur 67 Stück gebaut und bald durch den leistungsstärkeren Commander 690 mit Turboprop ersetzt. Mit seinen 322 Gallonen Treibstoff erreichte der AC 685 eine maximale Flugdauer von neun Stunden im Sparflug und einer Reichweite von 1900 NM. Die große Rumpfzelle bietet geräumig Platz für bis zu 8 Passagiere, die Druckkabine erlaubt Reiseflughöhen bis ca. 7300 Meter.